# Robert van Molesme

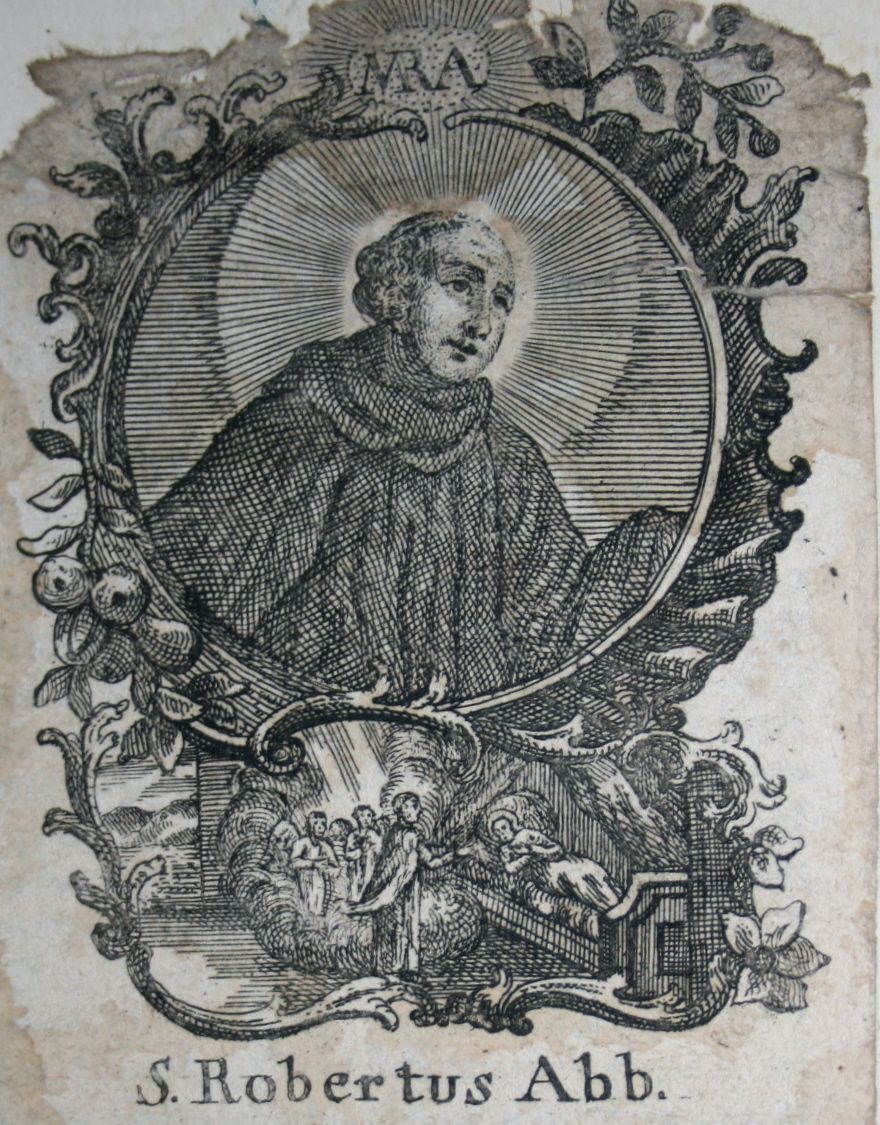
Sint-Robert van Molesme
(1757), gravure

Robert van Molesme (Robert van Molême) (1028 - 17 april 1111) is de stichter van de kloosterorde der cisterciënzers. Zijn naamdag is op 17 april en op sommige kalenders op 29 april (of 30 april in het bisdom Troyes) en sinds 1965, samen met de andere heilige abten van Cîteaux, ook op 26 januari. Robert stichtte de kloosterorde in het Franse Cîteaux om een strengere navolging van de Regel van Benedictus te bewerkstelligen. De beweging werd echter pas een succes toen Bernardus van Clairvaux (1090-1153) de leiding overnam.
Paus Honorius III († 1227) verklaarde hem in 1222 heilig.

## Wetenswaardigheid
Het robertskruid (Geranium robertianum L.) is mogelijk naar Robert van Molesme vernoemd.